# Reit im Winkl
Reit im Winkl è un comune tedesco di 2 412 abitanti, situato nel land della Baviera.
Stazione sciistica specializzata nello sci nordico, è attrezzata con il trampolino Franz Haslberger.